# Фрідріх Альтріхтер
Фрідріх Альтріхтер (нім. Friedrich Altrichter; 3 вересня 1890, Берлін — 10 грудня 1948) — німецький воєначальник, генерал-лейтенант вермахту. Кавалер Німецького хреста в золоті.

## Біографія
16 березня 1910 року вступив в Прусську армію. Учасник Першої світової війни. Після демобілізації армії залишений в рейхсвері. З 26 серпня 1939 по 15 січня 1940 року — командир 188-го піхотного полку. З 10 жовтня 1940 по 25 березня 1941 року — командир піхотних курсів 71-ї піхотної дивізії. З 12 липня 1941 року — командир 1-ї, з 4 вересня 1941 по 3 квітня 1942 року — 58-ї піхотної дивізії, з 31 травня 1942 по 20 квітня 1944 і з 19 грудня 1944 по 17 квітня 1945 року — командир дивізії № 154 (з 15 вересня 1942 року — резервна, з 1 жовтня 1944 року — навчально-польова, з 11 лютого 1945 року — піхотна). 8 травня 1945 року взятий в полон радянськими військами. Помер в таборі.

## Звання
- Фанен-юнкер (16 березня 1910)
- Фанен-юнкер-унтерофіцер (16 серпня 1910)
- Фенріх (16 листопада 1910)
- Лейтенант (18 серпня 1911)
- Оберлейтенант (18 серпня 1915)
- Гауптман (20 вересня 1918)
- Майор (1 грудня 1931)
- Оберстлейтенант (1 жовтня 1934)
- Доктор філософії (11 червня 1936)
- Оберст (1 квітня 1937)
- Генерал-майор (1 квітня 1941)
- Генерал-лейтенант (1 квітня 1943)

## Нагороди
- Залізний хрест
  - 2-го класу
  - 1-го класу (1 липня 1916)
- Хрест «За заслуги у війні» (Саксен-Мейнінген) (7 травня 1915)
- Ганзейський Хрест (Гамбург; 12 грудня 1917)
- Почесна шабля, вручена канцелярією гофмаршала герцога Саксен-Мейнінгенського (17 січня 1920)
- Медаль Киффгойзера за 1914/18 (1922)
- Почесний хрест ветерана війни з мечами (1 січня 1935)
- Медаль «За вислугу років у Вермахті» 4-го, 3-го, 2-го і 1-го класу (25 років)
- Медаль «У пам'ять 1 жовтня 1938» (1939)
- Застібка до Залізного хреста
  - 2-го класу (27 вересня 1939)
  - 1-го класу
- Німецький хрест в золоті (24 січня 1942)
- Медаль «За зимову кампанію на Сході 1941/42» (27 серпня 1942)